# 징훙시

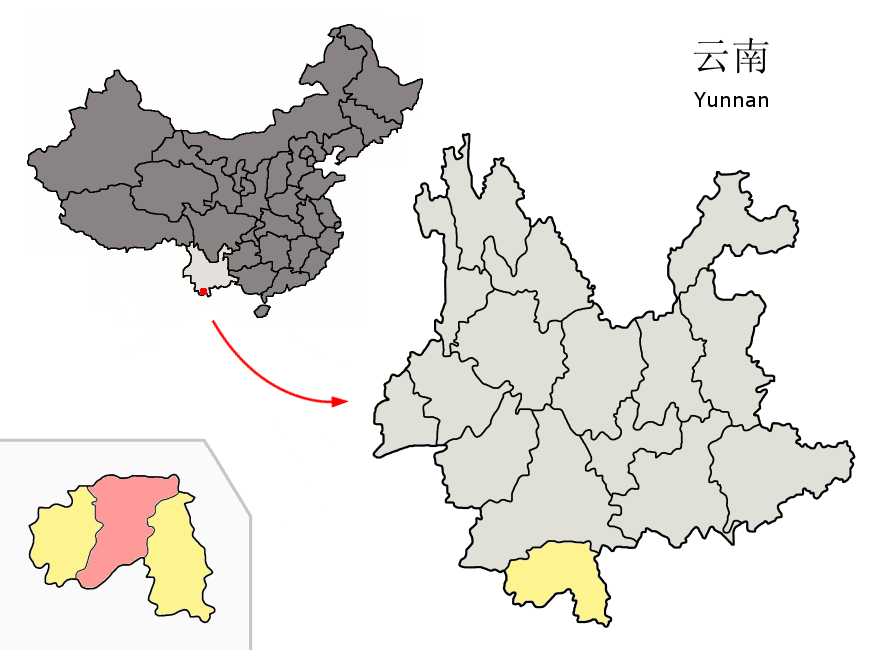
징훙시의 위치

징훙시(따이르어: tsêŋhuŋ, 중국어: 景洪市, 병음: Jǐnghóng Shì)는 중화인민공화국 윈난성 시솽반나 다이족 자치주의 현급 행정구역이다. 역사적으로 쳉훙 왕국의 수도였다. 넓이는 7133km2이고, 인구는 2007년 기준으로 380,000명이다.

## 지리
도시는 헝돤산맥의 남쪽 끝에 위치해있고 란창강(메콩강)이 도시를 통과한다. 도시의 남동쪽 라오스로 흐르는 강 주변에는 두 개의 다리가 있다. 도시는 습한 계절풍 기후로 여름이 길고 겨울은 사실상 없다. 연 일조량은 1800~2300시간이고 연평균 기온은 18.6 °C -21.9 °C, 연평균 강수량은 1200~1700mm이다.
| 징훙시의 기후                                                 | 징훙시의 기후 | 징훙시의 기후 | 징훙시의 기후 | 징훙시의 기후 | 징훙시의 기후 | 징훙시의 기후 | 징훙시의 기후 | 징훙시의 기후 | 징훙시의 기후 | 징훙시의 기후 | 징훙시의 기후 | 징훙시의 기후 | 징훙시의 기후   |
| 월                                                            | 1월           | 2월           | 3월           | 4월           | 5월           | 6월           | 7월           | 8월           | 9월           | 10월          | 11월          | 12월          | 연간            |
| ------------------------------------------------------------- | ------------- | ------------- | ------------- | ------------- | ------------- | ------------- | ------------- | ------------- | ------------- | ------------- | ------------- | ------------- | --------------- |
| 역대 최고 기온 °C (°F)                                        | 31.5 (88.7)   | 34.3 (93.7)   | 37.5 (99.5)   | 41.1 (106.0)  | 40.1 (104.2)  | 37.7 (99.9)   | 35.7 (96.3)   | 35.8 (96.4)   | 35.4 (95.7)   | 34.1 (93.4)   | 31.8 (89.2)   | 30.2 (86.4)   | 41.1 (106.0)    |
| 일평균 최고 기온 °C (°F)                                      | 26.3 (79.3)   | 29.5 (85.1)   | 31.9 (89.4)   | 33.4 (92.1)   | 33.0 (91.4)   | 32.2 (90.0)   | 31.1 (88.0)   | 31.4 (88.5)   | 31.4 (88.5)   | 29.7 (85.5)   | 27.5 (81.5)   | 25.0 (77.0)   | 30.2 (86.4)     |
| 일일 평균 기온 °C (°F)                                        | 17.5 (63.5)   | 19.6 (67.3)   | 22.1 (71.8)   | 24.7 (76.5)   | 26.0 (78.8)   | 26.6 (79.9)   | 26.0 (78.8)   | 25.9 (78.6)   | 25.3 (77.5)   | 23.5 (74.3)   | 20.3 (68.5)   | 17.5 (63.5)   | 22.9 (73.3)     |
| 일평균 최저 기온 °C (°F)                                      | 12.3 (54.1)   | 12.7 (54.9)   | 15.2 (59.4)   | 18.6 (65.5)   | 21.4 (70.5)   | 23.2 (73.8)   | 23.1 (73.6)   | 22.9 (73.2)   | 22.1 (71.8)   | 20.3 (68.5)   | 16.6 (61.9)   | 13.6 (56.5)   | 18.5 (65.3)     |
| 역대 최저 기온 °C (°F)                                        | 2.7 (36.9)    | 6.6 (43.9)    | 6.2 (43.2)    | 11.9 (53.4)   | 16.2 (61.2)   | 18.1 (64.6)   | 18.9 (66.0)   | 19.3 (66.7)   | 16.2 (61.2)   | 12.0 (53.6)   | 7.2 (45.0)    | 1.9 (35.4)    | 1.9 (35.4)      |
| 평균 강수량 mm (인치)                                         | 20.3 (0.80)   | 9.5 (0.37)    | 28.4 (1.12)   | 56.3 (2.22)   | 130.6 (5.14)  | 138.0 (5.43)  | 232.4 (9.15)  | 217.4 (8.56)  | 138.9 (5.47)  | 104.4 (4.11)  | 41.1 (1.62)   | 22.9 (0.90)   | 1,140.2 (44.89) |
| 평균 강수일수 (≥ 0.1 mm)                                      | 2.9           | 2.6           | 4.6           | 9.7           | 16.2          | 19.1          | 22.7          | 21.4          | 15.4          | 11.8          | 5.5           | 3.7           | 135.6           |
| 평균 상대 습도 (%)                                            | 77            | 66            | 65            | 68            | 74            | 79            | 83            | 83            | 83            | 84            | 83            | 82            | 77              |
| 평균 월간 일조시간                                            | 212.5         | 230.5         | 229.9         | 228.3         | 206.0         | 155.5         | 125.0         | 149.7         | 173.3         | 166.9         | 181.5         | 175.9         | 2,235           |
| 가능 일조율                                                   | 63            | 71            | 62            | 60            | 50            | 39            | 30            | 38            | 47            | 47            | 55            | 53            | 51              |
| 출처: 중국기상국 (평년값: 1991년~2020년, 극값: 1971년~2000년) |               |               |               |               |               |               |               |               |               |               |               |               |                 |

## 민족
2002년에 소수민족은 249721명으로 전체 인구의 67.27%를 차지했고 다이족이 35%를 차지했다. 한족은 121511명으로 32.73%를 차지했다.

## 교통
- 시솽반나 가사 공항: 윈난 성에서 두 번째로 큰 공항으로 시내에서 5km 떨어져있다.
- 도시는 시솽반나의 가장 큰 대중교통 중심지로 여행자들을 주변의 도시와 마을로 연결한다.
- 214번 국도
- 213번 국도

## 행정 구역
1개 가도, 5개 진, 3개 향, 2개 민족향을 관할한다.
- 가도: 允景洪街道.
- 진: 嘎洒镇, 勐龙镇, 勐罕镇, 勐养镇, 普文镇.
- 향: 景讷乡, 大渡岗乡, 勐旺乡.
- 민족향: 景哈哈尼族乡, 基诺山基诺族乡.